# DeCSS
Il DeCSS è un programma per computer capace di decrittare il contenuto di un DVD video usando il Content-Scrambling System (CSS).
È stato pubblicato nell'ottobre del 1999 da 3 persone: il programmatore norvegese Jon Lech Johansen e altre due rimaste nell'anonimato.